# Acer crenatifolium
Acer crenatifolium é uma espécie de árvore do gênero Acer, pertencente à família Aceraceae.